# Ciara Neville
Ciara Neville (* 14. Oktober 1999 in Limerick) ist eine irische Sprinterin.

## Sportliche Laufbahn
Erstmals bei einer internationalen Meisterschaft trat Ciara Neville bei den U20-Europameisterschaften 2015 in Eskilstuna an. Dort schied sie über 100 Meter im Halbfinale aus und erreichte mit der irischen 4-mal-100-Meter-Staffel den vierten Platz. Zudem gewann sie beim Europäischen Olympischen Jugendfestival in Tiflis die Goldmedaille über 100 Meter in 12,01 s. 2016 schied sie bei den erstmals ausgetragenen U18-Europameisterschaften in Tiflis über 100 Meter im Halbfinale aus. Bei den U20-Weltmeisterschaften im polnischen Bydgoszcz belegte sie mit der irischen Stafette den fünften Platz. 2017 qualifizierte sie sich für die Halleneuropameisterschaften in Belgrad und erreichte dort das Halbfinale über 60 Meter. Bei den U20-Europameisterschaften in Grosseto belegte sie den siebten Platz über 100 Meter sowie den vierten Platz mit der irischen Staffel.
2018 nahm sie an den Hallenweltmeisterschaften in Birmingham teil und schied dort mit 7,47 s in der ersten Runde über 60 Meter aus. Während der Freiluftsaison qualifizierte sie sich über 100 und 200 Meter für die U20-Weltmeisterschaften in Tampere, bei denen sie in beiden Disziplinen das Halbfinale erreichte. Mit der irischen Staffel stellte sie mit 43,90 s einen neuen Juniorinnenrekord auf und gewann damit die Silbermedaille hinter Deutschland. Die irische Staffel qualifizierte sich damit für die Europameisterschaften im August in Berlin, bei denen sie mit neuem Landesrekord von 43,80 s aber nicht das Finale erreichten. Bei den IAAF World Relays 2019 in Yokohama schied sie mit 44,02 s im Vorlauf aus und anschließend belegte sie bei den U23-Europameisterschaften in Gävle in 11,57 s den fünften Platz über 100 Meter und lief mit der Staffel nach 44,32 s auf Rang vier ein. 2021 erreichte sie bei den Halleneuropameisterschaften in Toruń das Halbfinale über 60 Meter und schied dort mit 7,37 s aus.
2019 wurde Neville irische Meisterin im 100-Meter-Lauf sowie 2017 und 2020 Hallenmeisterin über 60 Meter.

## Persönliche Bestzeiten
- 100 Meter: 11,33 s (+1,0 m/s), 27. Juli 2019 in Santry
  - 60 Meter (Halle): 7,30 s, 29. Januar 2017 in Athlone
- 200 Meter: 23,60 s (+0,7 m/s), 1. Juni 2019 in Oordegem
  - 200 Meter (Halle): 24,01 s, 28. März 2015 in Athlone